# Pfaffschwende
Pfaffschwende là một đô thị thuộc huyện Eichsfeld nước Đức. Đô thị này có diện tích 4,03 km², dân số thời điểm 31 tháng 12 năm 2006 là 364 người.